# Кожухарь, Павел Ананьевич
Па́вел Ана́ньевич Кожуха́рь (30 августа 1927 — 20 мая 2016) — государственный деятель Молдавии.

## Биография
Родился в селе Плопь Рыбницкого района в 1927 году.
На протяжении многих лет возглавлял колхоз «Пограничник» в селе Ларга Бричанского района. Был директором ВДНХ в Кишиневе. Руководил управлением в Министерстве пищевой промышленности.
1944 год — после освобождения Молдавии от фашистских захватчиков назначают командиром взвода «ястребков», которым было велено вылавливать диверсантов, дезертиров, бороться с иностранными подрывниками.
1946 год — учёба в Кишиневской офицерской школе МВД СССР, которая готовила оперативных работников контрразведки.
С 1949 по 1953 годы — служба в погранвойсках в Липканах. И первая награда — медаль «За отличие в охране государственной границы СССР».
С 1953 по 1955 годы — после демобилизации из армии Павел Кожухарь инструктор райкома партии в Липканах.
1955 год — избирают председателем отстающего колхоза, у которого на счету к тому моменту было 53 рубля, 3 разбитые машины, 4 трактора и 35 копеек на трудодень.
1971 год — в этом году пришло настоящее признание заслуг Павла Кожухаря — ему было присвоено звание Героя Социалистического Труда. У колхоза к тому времени было уже 8,5 млн рублей в активе.
1972 год — Кожухаря вызвали на бюро ЦК КП Молдавии, и лично И. И. Бодюл «порекомендовал» его директором ВДНХ (ныне Moldexpo). Близился 50-летний юбилей Молдавии. За 2 года были построены новые павильоны, полностью обновлены экспозиции, благоустроена территория выставки, посажен сад".
В настоящее время — председатель Ассоциации Героев Социалистического Труда РМ, член Республиканского Совета ветеранов Республики Молдова.

## Награды
Герой Социалистического Труда. Награждён орденом Ленина и медалью «Золотая Звезда», двумя орденами трудового Красного Знамени и 12-ю медалями, а также молдавским Орденом Почёта (2011).